# 永泰 (唐朝)
永泰（765年—766年十一月）是唐代宗的第二個年號，共计2年。
吐鲁番出土有《唐永泰三年后麦粟帐》，可见当时因吐蕃骚扰阻碍交通，与中原交通不便的西州仍用永泰年号至少直至“永泰三年”（767年）。

## 改元
- 廣德三年——正月一日，改元永泰元年。[3][4][5]
- 永泰二年——十一月十二日，改元大曆元年。[6][7][8]

## 紀年
| 永泰 | 元年  | 二年  |
| ---- | ----- | ----- |
| 公元 | 765年 | 766年 |
| 干支 | 乙巳  | 丙午  |

## 同期存在的其他政权年号
- 中國
  - 大興（738年－794年）：渤海—渤海文王大欽茂之年號
  - 贊普鍾（752年－768年）：南詔—閣羅鳳之年號
- 日本
  - 天平寳字（757年－765年）：奈良時代—孝謙天皇、淳仁天皇、稱德天皇之年號
  - 天平神護（765年－767年）：奈良時代—稱德天皇之年號

## 參看
- 中國年號索引
- 其他使用永泰年號的政權

## 深入閱讀
- 李崇智. . 北京: 中華書局. 2004年12月. ISBN 7101025129.
- 鄧洪波.  (pdf). 臺北: 國立臺灣大學東亞經典與文化研究計劃. 2005年3月  [2022-01-03]. ISBN 9789860005189. （原始内容存档于2007-08-25）.

| 前一年號： 廣德 | 唐朝年號 765年－766年 | 下一年號： 大曆 |